# José Ruiz Aguilar
José Ruiz Aguilar (Città del Messico, 1904 – ...) è stato un calciatore messicano, di ruolo attaccante.

## Carriera
Con la Nazionale messicana ha preso parte ai Mondiali 1930.